# Estenosis supravalvular aórtica
La estenosis supravalvular aórtica es una forma de obstrucción del tracto de salida ventricular izquierdo. Se trata de un estrechamiento de la aorta por encima de la válvula aórtica, que puede ser localizado o difuso. La estenosis supravalvular aórtica es una enfermedad común en niños con síndrome de Williams, aunque en el 50% de los casos el origen de la enfermedad es desconocido.

## Etiología

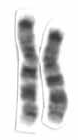
Par de cromosoma 7, responsable de codificar la tropoelastina.

La estenosis supravalvular aórtica está estrechamente relacionada con el síndrome de Williams, en este síndrome existe una deleción de la región q11.23 del cromosoma 7, este cromosoma es responsable de codificar la tropoelastina que es un precursor directo de la elastina que se expresa en las células del músculo liso en etapas precoces del desarrollo. La cantidad disminuida de elastina, produce una alineación patológica de las fibras elásticas provocando rigidez, estrés e hipertrofia de la pared. También produce un fallo en el crecimiento de la unión de los senos de valsalva con la aorta ascendente, lo que hace que esta lesión generalmente sea progresiva.

## Clasificación
La estenosis supravalvular aórtica se clasifica según la magnitud de la estenosis:
- Estenosis localizada, Es la forma de estenosis que se encuentra únicamente en la aorta ascendente y su unión a los senos de valsalva es común que en este tipo de estenosis haya malformaciones en el seno aórtico y que estas conlleven a una isquemia miocárdica, que es la forma de muerte súbita común en esta enfermedad.
- Estenosis difusa: La forma difusa presenta una estenosis más extensa que incluso puede llegar a los troncos supraaórticos, la estenosis difusa también genera estrechez en otras arterias, siendo más comunes las arterias mesentéricas, renales y pulmonares. Este tipo de estenosis supravalvular generalmente tiene un peor pronóstico.

## Diagnóstico
El hallazgo de esta enfermedad generalmente se hace por la presencia de un soplo sistólico que se irradia desde la base del corazón hasta el cuello, en la mayoría de los casos el paciente no va a presentar síntomas, aunque puede presentar disnea y angina. Se puede sospechar de estenosis supravalvular si el paciente presenta signos característicos del síndrome de williams.
El diagnóstico más certero se da con los resultados de la prueba genética de FISH, que indicará si hay una deleción de la región q11.23 del cromosoma 7.
Otras posibilidades diagnosticas:
1) ECG: puede haber HVI en formas severas.
2) Eco- Doppler: puede llegar a verse morfología en " reloj de arena" de la Aorta estenotica.
También permite evaluar por Doppler el gradiente, en la zona obstruida, permitiendo clasificarla en leve, moderada, y severa.
3) Resonancia Magnética, permite evaluar la anatomia vascular.

## Tratamiento
El tratamiento de elección en la estenosis supravalvular aórtica es la cirugía, cuyo objetivo es reducir el estrechamiento de la arteria aorta y mejorar la irrigación sanguínea a las arterias coronarias, en caso de que se presente una malformación del seno coronario, la arterioplastía y otros procedimientos quirúrgicos han demostrado reducir la mortalidad y mejorar la calidad de vida del paciente.